# 約束 (チューリップの曲)
『約束』（やくそく）は、1978年10月20日に発売されたチューリップ通算15枚目のシングル。

## 解説
両面ともに財津和夫による作詞作曲で、同年9月に発売されていたアルバム『Upside-down』からのシングルカット（「約束」はアルバムのラストナンバー）。 ただし、両曲ともアルバム版とはアレンジが変えられており、特にB面は特徴的なコーラスが加えられている。
売れない歌手と、今は去ってしまった彼女との思い出が歌われており、2番の歌詞には「パブミラー」（アメリカのパブに置かれている、広告がプリントされた鏡）が登場する。
「約束」はファンの間でも人気曲であり、吉田彰と上田雅利が脱退した第2期においても、有線でのリクエストが多数寄せられていたという。 2008年に放送されたドキュメンタリー番組内では、2007年から行われていたツアー（LIVE ACT TULIP run）のセットリスト選定の際、財津が「約束」を挙げた場面が放映された。
ちなみにシングルジャケット写真の上半分は、川崎市産業文化会館でのライブにおけるリハーサル風景のバックショットである（下半分は5人の集合写真）。

## 収録曲
全曲作詞・作曲：財津和夫　編曲：チューリップ
1. 約束
  - 弦編曲：乾裕樹
2. 恋のドラキュラ